# Berlin-Friedrichsfelde
Berlin-Friedrichsfelde [fʀiːdʀɪçsˈfɛldə]  est un quartier de Berlin, faisant partie de l'arrondissement de Lichtenberg. Avant la réforme de l'administration de 2001, il faisait partie du district de Lichtenberg. On y trouve notamment le parc zoologique de Berlin-Friedrichsfelde (Tierpark Berlin).

## Géographie

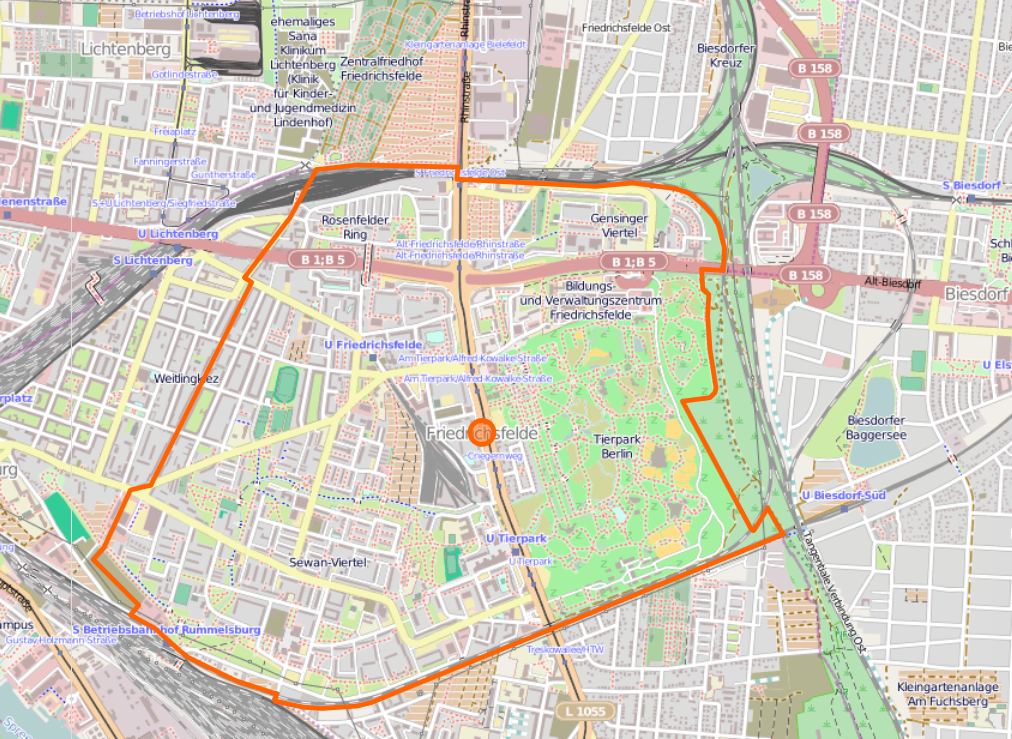
Carte de Friedrichsfelde.

Le quartier est situé au bord du plateau de Barnim qui s'éleve au nord-est de la vallée de la Spree et du centre-ville de Berlin. La majeure partie des bâtiments est composée de grands immeubles préfabriqués (Plattenbauten) construits dans la seconde moitié du XXe siècle.
Au nord, les voies de la ligne de Prusse-Orientale le sépare du quartier de Lichtenberg ; au sud, il confine au quartier de Karlshorst. Vers l'est, Friedrichsfelde est limitrophe avec l'arrondissement de Marzahn-Hellersdorf, au-delà de la ligne de la grande ceinture de Berlin.

## Histoire

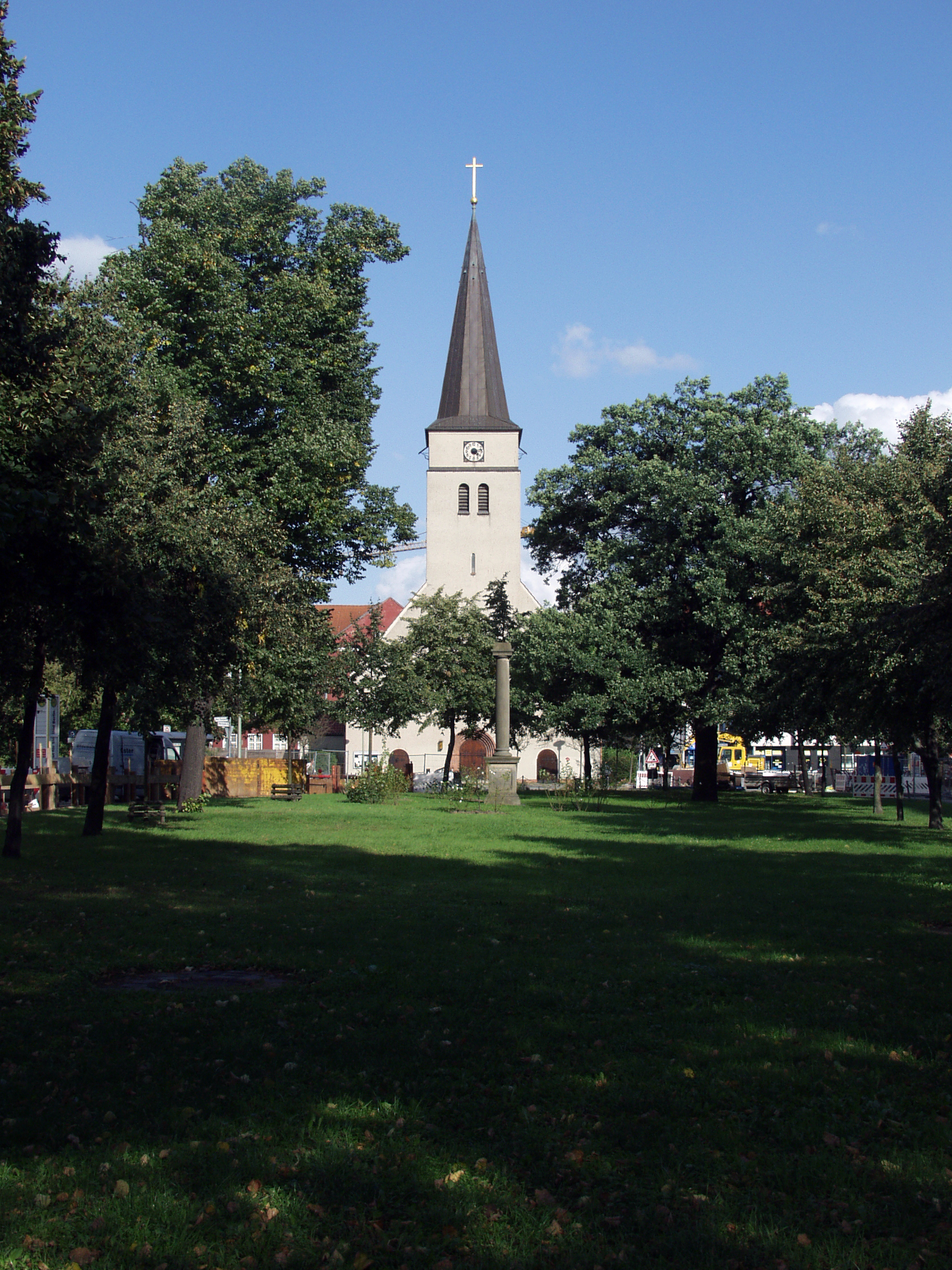
L'église du village.

Le village de Rosenfelde est fondé au cours de la colonisation germanique (Ostsiedlung) en Brandebourg dans les années 1230 ; la première mention établie de la paroisse remonte à l'an 1265. Les premiers colons arrivés de la Saxe et de la Basse-Rhénanie. L'ancien centre du village autour de l'église est encore reconnaissable aujourd'hui.
Vers l'an 1685, le château de Friedrichsfelde a été construit en style néo-classique selon les plans de Johann Arnold Nering. Le bâtiment a été acquis par l'électeur Frédéric III de Brandebourg, le futur roi en Prusse en 1699 et tout le site a été renommé Friedrichsfelde. En 1717, le margrave Albert-Frédéric de Brandebourg-Schwedt, un demi-frère cadet de Frédéric, reçut la propriété  et fit agrandir le manoir pour atteindre sa dimension actuelle. Après sa mort en 1731, son fils le margrave Charles-Frédéric-Albert hérita les domaines. En 1762 le château fut propriété de Auguste-Ferdinand de Prusse, frère cadet du roi Frédéric II et c'est à Friedrichsfelde qu'est né son fils Louis-Ferdinand en 1772. Il avait de grands plans pour sa résidence : l'architecte Carl von Gontard a conçu des plans d'un élargissement sur l'exemple du château de Rheinsberg ; toutefois, en 1785, Auguste-Ferdinand a transféré son domicile au château de Bellevue.
Ensuite, la propriété a été revendue de nombreuses fois, d'abord à Pierre von Biron, duc de Courlande, et en 1800 à la princesse Catherine de Schleswig-Holstein-Sonderbourg-Beck. Pendant les guerres napoléoniennes, le château a également servi de quartier général pour le maréchal Louis Nicolas Davout. De juillet 1814 à février 1815, le roi Frédéric-Auguste Ier de Saxe, l'allié de Napoléon, y fut détenu. Enfin en 1816, les domaines ont été acquis par la famille noble de Treskow. Le parc du château, qui aujourd'hui fait partie du parc zoologique de Berlin-Friedrichsfelde, est aménagé selon les plans de Peter Joseph Lenné en 1821.
Après la Seconde Guerre mondiale et l'expropriation par les forces d'occupation soviétique, la collectionneuse Charlotte von Mahlsdorf a sauvé le château du pillage. À partir de 1954, le parc zoologique a été établi, pendant du jardin zoologique à Berlin-Ouest.

## Population
D'après le registre des déclarations domiciliaires, Friedrichsfelde avait le 1er janvier 2017 une population de 51 783 habitants, c'est-à-dire 9 330 hab/km2.

## Voies de communication et transports
La Bundesstraße 1 et 5 (Alt-Friedrichsfelde), l'une des rues principales de Berlin à l'est, traverse le quartier.

### Gares de S-Bahn
| : Dépôt de Rummelsbourg | : Friedrichsfelde-Est |

### Stations de métro
:
Friedrichsfelde
Tierpark

## Culture locale et patrimoine

### Lieux et monuments
Cet arrondissement accueille le parc zoologique de Berlin-Friedrichsfelde (Tierpark Berlin) et l'Institut Leibniz pour la recherche sur la faune sauvage et de zoo.
Le célèbre cimetière central de Friedrichsfelde, situé au nord de la ligne de Prusse-Orientale, appartient actuellement au quartier de Lichtenberg.

### Personnalités liées à Friedrichsfelde
- Albert-Frédéric de Brandebourg-Schwedt (1672–1731), lieutenant-général, mort au château de Friedrichsfelde ;
- Auguste-Ferdinand de Prusse (1730–1813), général, propriétaire du château ;
- Louis-Ferdinand de Prusse (1772–1806), général ;
- Auguste de Prusse (1779–1843), général ;
- Nikolaï Berzarine (1904–1945), premier commandant des forces d'occupation soviétiques à Berlin avec siège à Friedrichsfelde ;
- Heiner Müller (1929–1995), poète, dramaturge et directeur de théâtre, a vécu en Friedrichsfelde.